# 大韓航空機銃撃事件

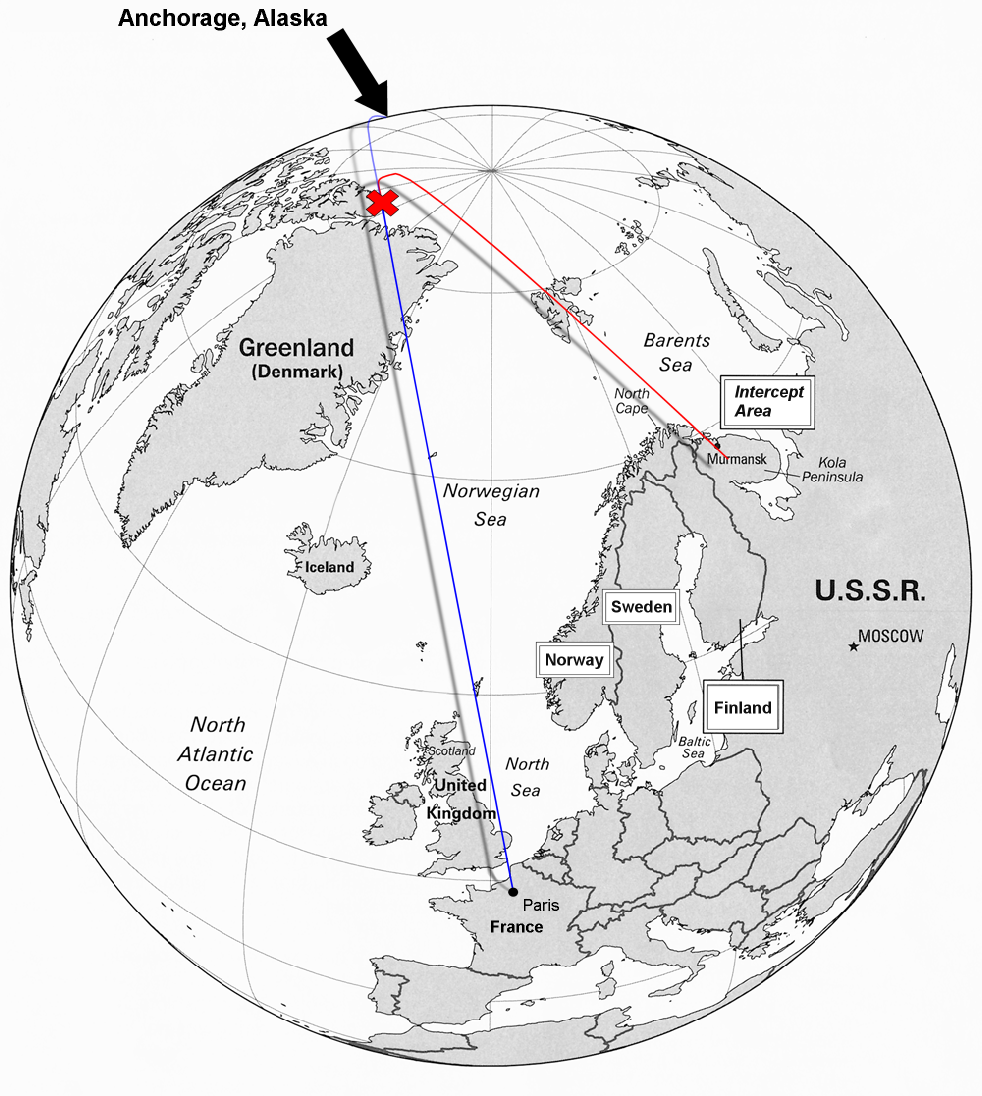
902便の当初予定された飛行経路（青）と予想される飛行経路（赤）

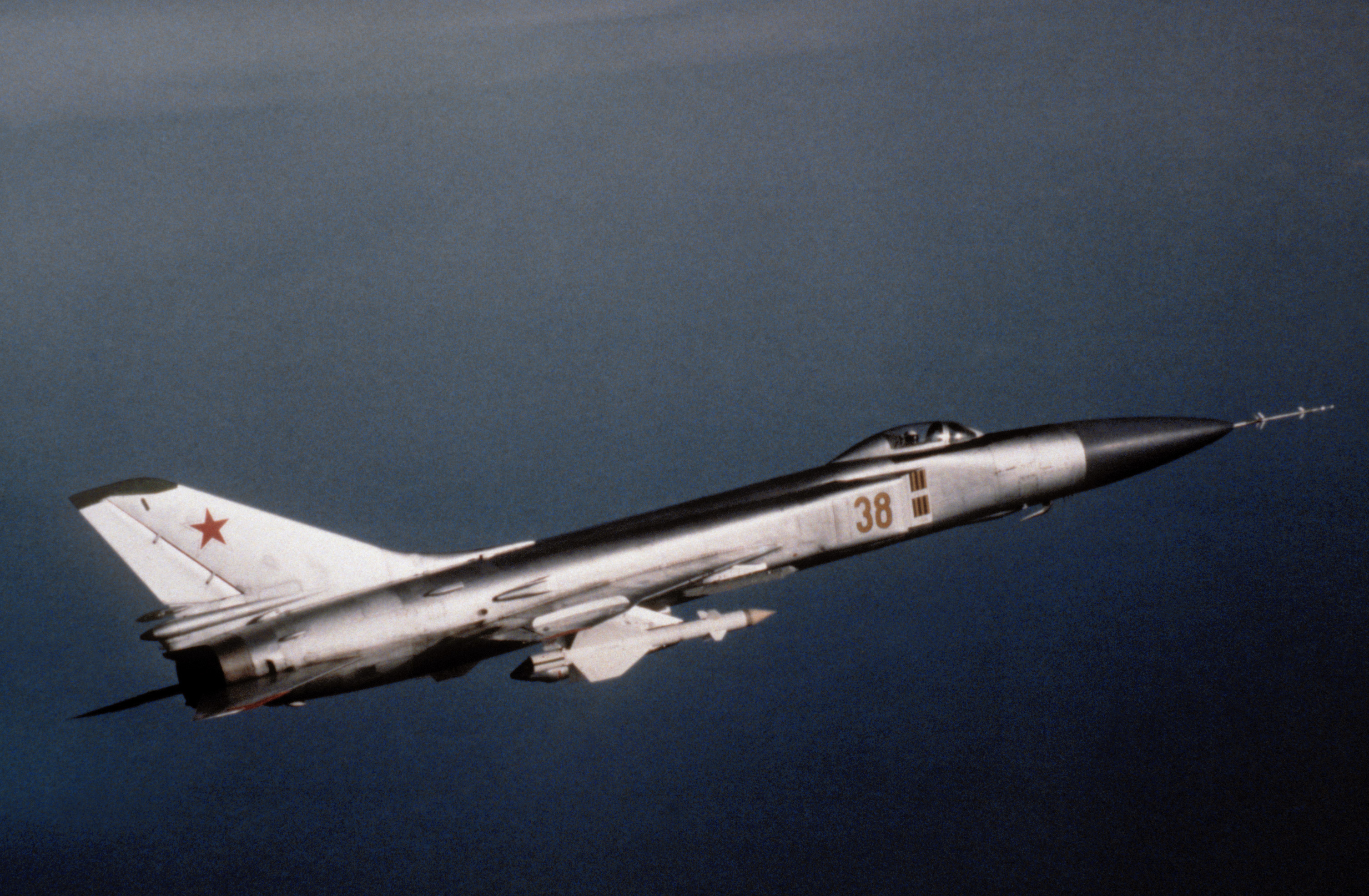
ソ連防空軍のSu-15TM（同型機）

大韓航空機銃撃事件（だいかんこうくうきじゅうげきじけん）は、1978年4月20日に韓国の大韓航空機が誤ってソ連の領空を侵犯したため、ソ連防空軍機の攻撃を受けた事件である。事故機は不時着には成功したが、乗客のうち15人が死傷した。
事故機が不時着した地から「ムルマンスク事件」と呼ばれることもある。なお、「銃撃事件」と呼ばれるが、実際は銃撃ではなく、空対空ミサイル攻撃である。

## 経緯

### 出発
1978年4月20日、大韓航空902便（機体記号 HL7429、ボーイング707-321B、乗員乗客109名）は、フランス、パリのオルリー空港を離陸し、経由地であるアメリカ合衆国のアンカレッジ国際空港を経てソウルに向かう北周り定期便であった。
発着国の韓国人とフランス人の乗客が多くを占めたが、大韓航空は国際航空運送協会未加盟で、当時は日本航空の3分の1程度の格安運賃であったことから、ソウル経由で日本へ帰国する日本人も多かった。

### 領空侵犯
パリからアンカレッジにかけては北極圏を経由することになっていたが、902便の使用機材であるボーイング707-321Bには、極地飛行における航法装置として有効で当時新鋭機を中心に導入が進んでいた慣性航法装置 (INS) が装備されておらず、磁針方位計も極地のため使用できず、北極圏でソ連領土にも近く地上航法施設も少なかったため、航空士により旧来行われていた、太陽の位置で方位を決定する天測航法で飛行していた。
902便はアイスランド上空で、大気が不安定になるトラブルに遭遇し地上との交信ができなくなり、さらにコンパスが故障した上に、航空士が誤った針路を指示した結果、グリーンランド手前から航路を逸脱、4時間後に韓国とは国交が無い上に、敵対関係にあったソ連領空へ侵入した。

### 攻撃

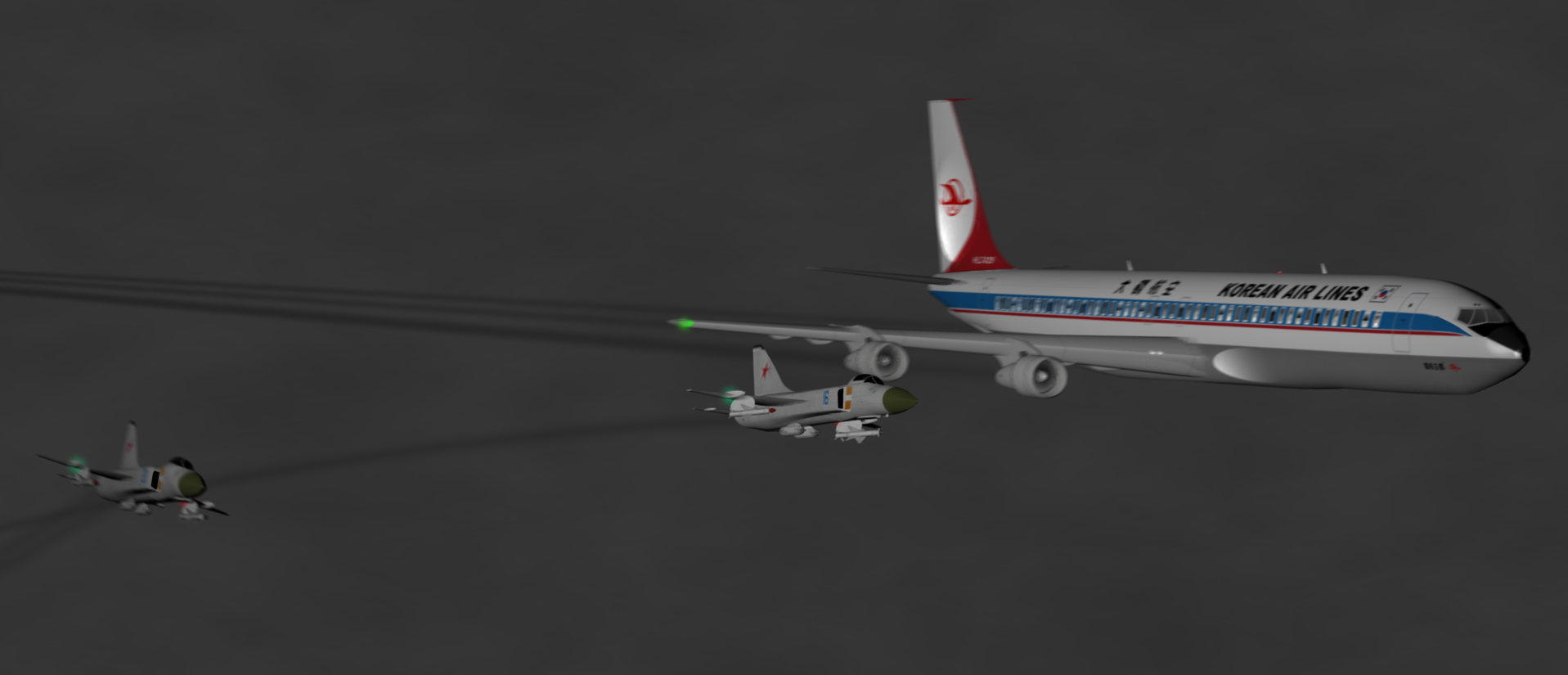
ソ連防空軍機に攻撃される902便（想像図）

機長は太陽の位置がおかしいことに気づいたが、そのとき902便はすでにソ連を領空侵犯し、ソ連の北方艦隊が駐留しているコラ半島上空を南に（つまり内陸に向かって）飛行していた。このため、ソ連防空軍のスホーイSu-15迎撃戦闘機2機に迎撃され、威嚇射撃を受けた。
戦闘機の接近に気付いた902便は、威嚇射撃を受けた際に「戦闘機との交信をしようとしたが出来なかった」と主張したが、ソ連側は反対に「交信が無視された」と主張した。どちらにせよ、902便はその後も南に向かって飛行を続けた。
威嚇射撃を行った直後に、スホーイSu-15から発射された赤外線誘導式のR-98Tミサイル1発が、902便の左翼外側エンジン付近に命中し、主翼先端が吹き飛ばされた。同時に飛散した破片によって機体後部の客室の一部も破壊された。
窓に20cmの穴が開き、機内には煙が立ち込めた。機体は高度10000mから1500mへと降下する中、名乗り出た日本人医師2名、看護師1名が負傷者の手当てを行ったが、エコノミークラスに搭乗していた日本人と韓国人の乗客2名が死亡し、13名が重傷を負った。
また、本体から主翼先端が分離する様子は地上レーダーにも捉えられており、ミサイル発射と勘違いされている。幸運にも機体のダメージが軽かったため、当初はミサイル攻撃ではなく機関砲攻撃だと言われ、それが「銃撃事件」という名前の由来でもある。

### 不時着
攻撃を受けた902便は、客室が破壊され与圧が失われつつあったこともあり、巡航高度の3万5000フィートから5000フィートまで急降下した。しかし、機体の制御がまだ可能だったために、不時着できそうな場所を探す戦闘機の誘導のもとに低空飛行のまま2時間ほど飛行した。しかしこの時に客室乗務員より、「（アラスカの）アンカレッジの近くです」というアナウンスがあったと言われ、運航乗務員から客室乗務員には状況が伝わっていなかった、もしくは運航乗務員も状況を把握していなかった可能性がある。
現地時間の午後6時45分に、ムルマンスク郊外のケミ市にある凍結したイマンダラ湖に胴体着陸し、氷上を滑り湖岸で停止した。幸いにも右翼が木に激突する寸前で止まったために不時着の際に火災などは発生しなかった。胴体着陸後一旦は機外へ脱出するために、客室乗務員により機首及び後部の脱出シュートが展開されたものの、エンジンも電源も停止したため、寒さから身を守るために乗客乗員は機内に留まり続けた。

### その後
不時着から約2時間後に現地当局及びソ連軍が現場に到着し、乗客乗員はヘリコプターや装甲車で地元の政府施設に収容され、けが人は即座に病院に収容された。なお、乗客乗員に対する待遇は悪くなく、即座に温かい食事が用意され、時間つぶしのために映画の上映まで行われた。
当時、韓国とソ連との間に国交がなかったことから、韓国政府の代理として事件機体の製造国アメリカが間に立ち、ソ連との協議により23日に機長と航法士以外は解放されフィンランドのヘルシンキへモスクワ経由で帰国の途についた。機長と航法士は取り調べのためにレニングラード（現サンクトペテルブルク）に移送された後、ソ連共産党書記長へ向けた領空侵犯に対する謝罪文に署名させられた上で、1週間後に解放された。
なお、凍結したイマンダラ湖の岸辺に不時着したボーイング707-321Bは、ソ連当局に押収され機内を調査されたものの、機密に関する機材が積まれているわけでもない上に、機体が大きく損傷しており、さらに既に旧型機と呼べる機材であることもあり、湖の氷が解け機体後部が浸水した後も放置され、その後解体された。
2018年に当該機の乗客だったライターの岡部千鶴子が、不時着から帰国までの過程を小説「もうすぐだから」として執筆。第35回さきがけ文学賞に選奨し、秋田魁新報社のWebサイト上で公開されている。

### 影響
1983年に起きた大韓航空機撃墜事件では、当初はこの事件の例から、ソ連はサハリンへ強制着陸させようとしたのではないかとの憶測があった。1991年になり、ソ連軍戦闘機のパイロットが「即座に撃墜せよ」との命令に背いて威嚇銃撃をしていたことが判明した。そのため当時のソ連国防当局は、侵犯機が軍用機または民間機のいずれなのか区別が付かない状態で撃墜を指示する、国際慣習を無視した対応を現場に指示していたことが明らかになった。

## 事故原因
事件直後は、冷戦下であることもあり、反共軍事政権下にある大韓民国の大韓航空機が諜報活動のために領空侵犯したのではないかとの指摘もあった。しかし、事件後に機体を調べた上に運航乗務員を取り調べたソ連当局は、大韓航空機がスパイ活動を行ったと認識していない上に、多数の乗客が搭乗している定期便旅客機でスパイ活動をする理由もない（乗客が搭乗していない貨物定期便で行った方が機内スペースを有効に使える上に、情報漏洩の可能性も減る）ことから、スパイ活動説を唱える者はその後いなくなった。しかし、アメリカCIAは民間機に偽装した偵察機によるソ連領空侵犯を計画していたことがあり、それをソ連側も察知していたので、当時のソ連の考えとしては、民間機による偵察活動もあり得るものだった。
事件後の大韓航空の公式発表では「コンパスが故障した」ことが航路逸脱の原因とされている。しかし、コンパス以外の計器で現在地を確認することが可能な上、航法士が乗務していたこともあり、単なる計器故障で航路逸脱する可能性は低いとの指摘がある。そのため、パイロットや航空機関士、航法士らの運航乗務員の注意力が散漫で針路を誤った職務怠慢説が唱えられた。
実際に事件後、韓国国内で運航乗務員の飲酒疑惑が取りざたされた上に、不時着後に日本人乗客が客室乗務員から「ごめんなさい、カード（ゲーム）をしていました」という謝罪を受けたという証言があることもあり、職務怠慢説が有力となっている。
なお、BBCでは事故の三週間前にパリ発アンカレジ行きの大韓航空機が航法のトラブルで航路を大きく逸脱し、イギリスの管制官から注意されていたことを報道している。この航法のトラブルが計器の故障によるものか、搭乗員の何らかのミスによるものかは不明。

## 機体
事故機は1967年に製造され、パンアメリカン航空にN428PAとして納入され、「Clipper Star of Hope」の愛称が付けられ運航されていた。事件前年の1977年に大韓航空にリースされた。事件後ソ連当局に押収された後に解体された。